# Zuzwil, Bern

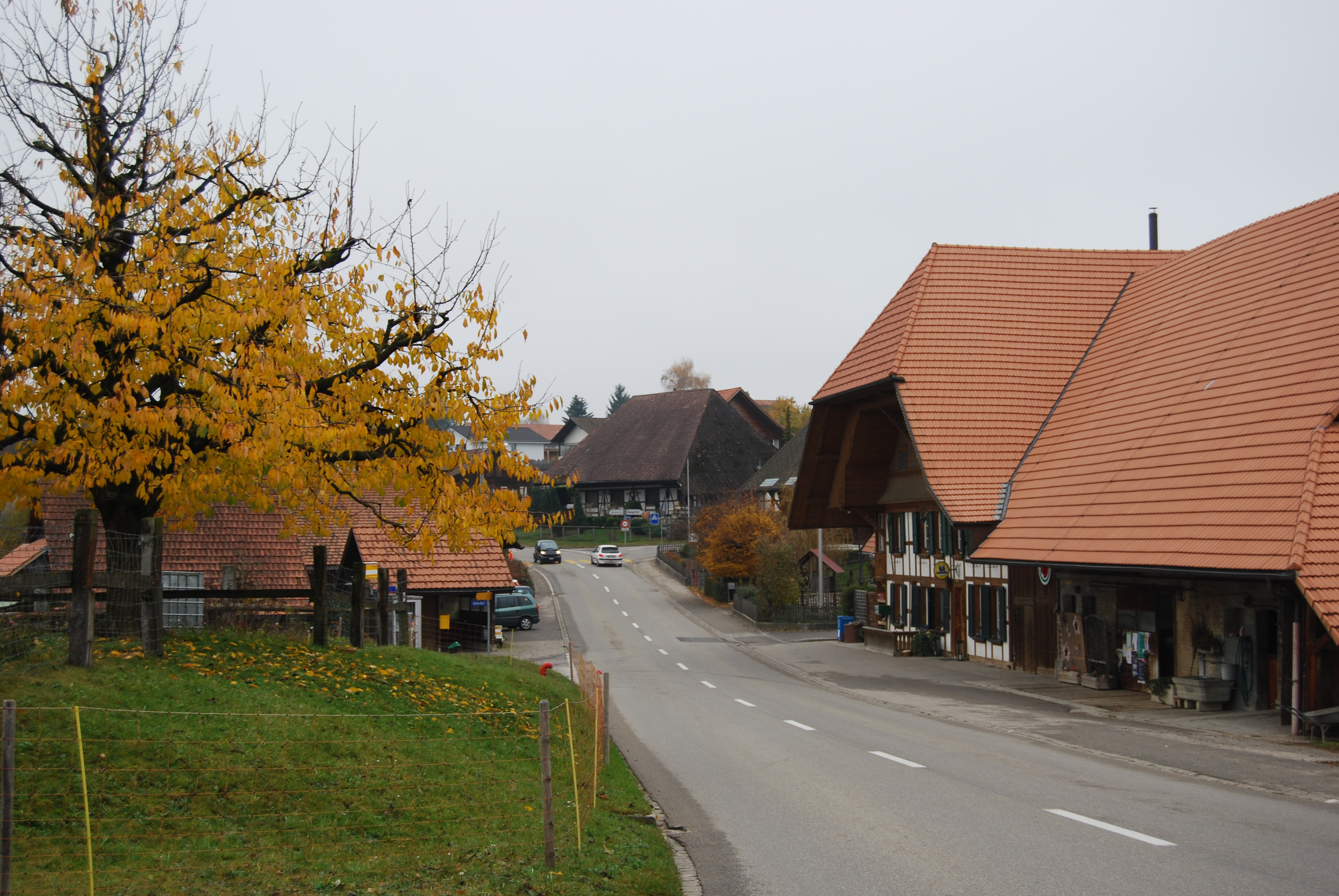
Zuzwil

Zuzwil BE là một đô thị trong huyện Bern-Mittelland, bang Bern, Thụy Sĩ. Đô thị này có diện tích 3,47 km2, dân số thời điểm tháng 12 năm 2020 là 563 người.